# دينيسي هي
دينيسي هي (بالإنجليزية: Denise Ho)‏ (و. 1977 – م) هي مغنية، وممثلة، وكاتبة غنائية، من كندا، ولدت في هونغ كونغ البريطانية.

## التعليم
تعلمت في جامعة كيبك.

## جوائز
حصلت على جوائز منها:
- 100 امرأة على بي بي سي (2016).

## وصلات خارجية
- دينيسي هي على موقع IMDb (الإنجليزية)
- دينيسي هي على موقع ألو سيني (الفرنسية)
- دينيسي هي على موقع ميوزك برينز (الإنجليزية)
- دينيسي هي على موقع أول موفي (الإنجليزية)
- دينيسي هي على موقع أول ميوزيك (الإنجليزية)
- دينيسي هي على موقع ديسكوغز (الإنجليزية)
- دينيسي هي على موقع قاعدة بيانات الفيلم (الإنجليزية)
- دينيسي هي على موقع كينوبويسك (الروسية)